# Michael Choumnos
Michael Choumnos (mittelgriechisch Μιχαήλ Χούμνος, auch Chumnos oder Chumnus, * 11. Jahrhundert; † 12. Jahrhundert) war ein mittelbyzantinischer Kleriker und Kanonist. Er ist als Chartophylax bzw. Nomophylax an der Hagia Sophia von Konstantinopel im Juli 1121 belegt und war im Januar 1122 Erzbischof bzw. Metropolit von Thessaloniki. Er starb spätestens im Jahr 1133. Es haben sich von ihm (zum Teil noch unedierte) Schriften zum Eherecht und zur Fastenpraxis erhalten.

## Editionen
- Georgios A. Rhalles, Michael Potles: Σύνταγμα τῶν θείων καὶ ἱερῶν κανόνων, Bd. V, Athen 1855, S. 397–398 = Patrologia Graeca, Bd. 119, Paris 1864, Sp. 1297–1300 (Teiledition eines eherechtlichen Textes)
- Spyridon P. Lampros, in: Νέος Ἑλληνομνήμων, Bd. 12, 1915, S. 393–395 (Edition eines 2. eherechtlichen Textes)
- Andreas Schminck, in: Fontes minores, Bd. III, 1979, S. 228–232 (Teiledition eines 3. eherechtlichen Textes)
- V. Beneševič, in: Studi bizantini e neoellenici, Bd. 2, 1927, S. 184–185 (Edition eines Textes zur Fastenpraxis)